# Kulten av Det Högsta Väsendet

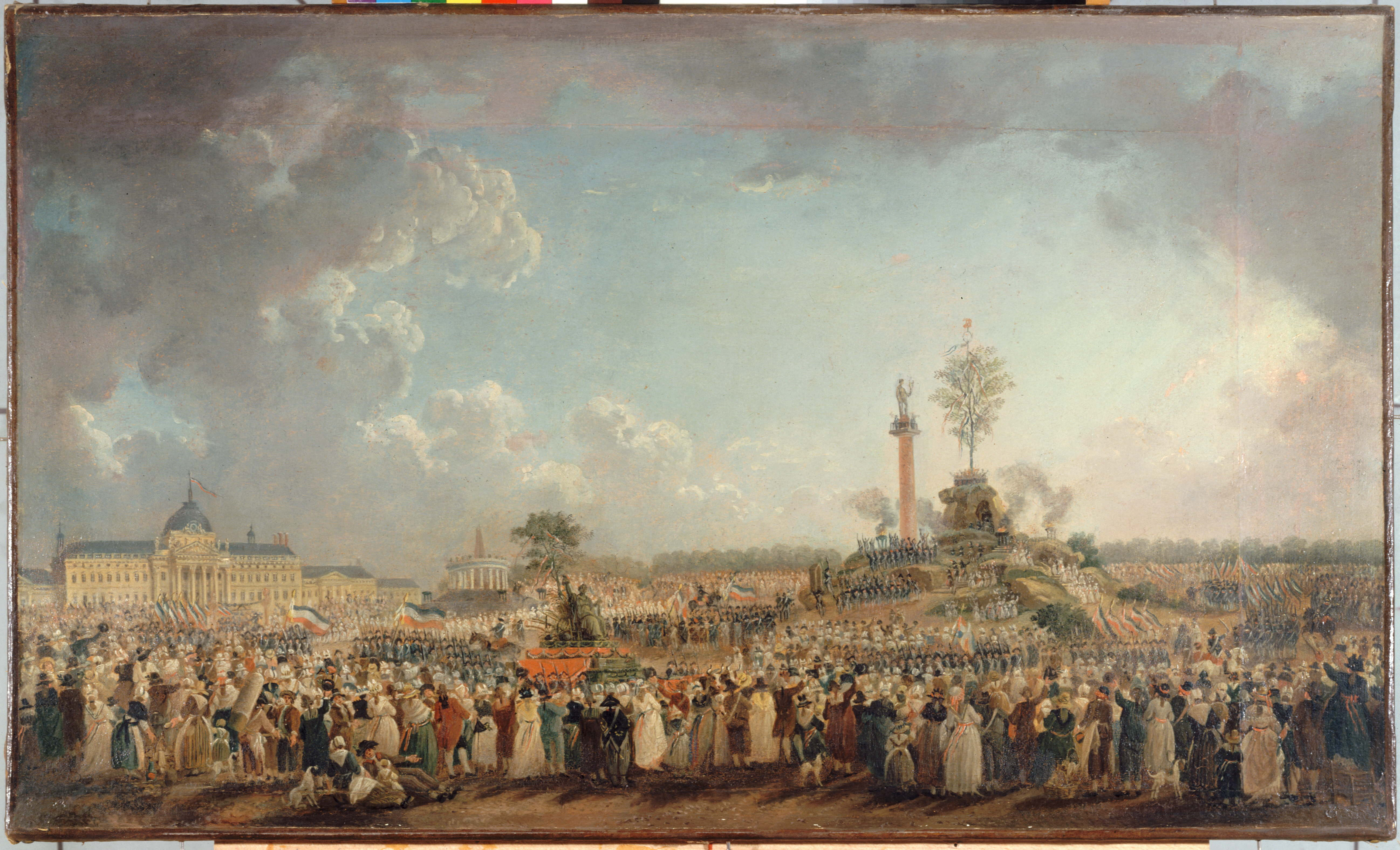
Fest för Det Högsta Väsendet i Paris 1794.

Kulten av Det Högsta Väsendet (Franska: Culte de l'Être suprême) var en statlig deistisk kult som infördes för att ersätta katolicismen i Frankrike under franska revolutionen. Reformen var en del av den pågående Avkristningen under franska revolutionen. Den ersatte Kulten av förnuftet och var menad att bli den franska republikens statsreligion.  Den 8 juni 1794 firades "Festen för det Högsta Väsendet" i både Paris och resten av Frankrike. Både dessa kulter förbjöds av Napoleon I år 1802. 